# Listrostachys pertusa
Espèce
Synonymes
- Angorchis pertusa (Lindl.) Kuntze[1]
- Angraecum pertusum Lindl.[1]
- Listrostachys behnickiana Kraenzl.[1]
- Listrostachys jenischiana Rchb.f.[1]

Listrostachys pertusa est une espèce de plantes à fleurs de la famille des Orchidaceae (les orchidées) et du genre Listrostachys, présente dans plusieurs pays d'Afrique tropicale : Sierra Leone, Liberia, Côte d'Ivoire, Ghana, Nigeria, Cameroun, Sao Tomé-et-Principe, Gabon.